# The Secrets of Isis
The Secrets of Isis, originalmente transmitido como Isis, é uma série de televisão de drama e aventura em live-action norte-americana produzida pela Filmation de 1975 a 1977 para a programação de sábado de manhã da CBS. A série foi renomeada como The Secrets of Isis em distribuição.

## Em outras mídias
- Embora tendo surgido inicialmente na TV, Isis também contracenou com Capitão Marvel nos quadrinhos, e teve seu próprio título pela DC Comics, que durou 8 números. Esta versão da personagem parece ter sido posta fora de existência com a Crise nas Infinitas Terras.
- Na série animada da Filmation, Tarzan and the Super 7, Ísis também apareceu como membro da Freedom Force, grupo que continha ainda Merlin, Sinbad, Super Samurai e Hércules.
- Recentemente, Isis apareceu novamente em quadrinhos da DC Comics, e descobriu ser encarnação da esposa de Adão Negro, quando este ainda era um príncipe egípcio.

## Poderes e habilidades
De posse do amuleto, Andrea pronunciava as palavras "Poderosa Ísis" e se transformava numa superheroína com incríveis poderes: força, resistência e reflexos sobre-humanos. Seu maior poder, entretanto, era o de invocar "feitiços". Seu feitiço mais recorrente era o de voar (por recitar "Ó Zéfir, tu que comandas o ar, erga-me para que eu possa voar"). Outros feitiços demonstrados na série incluíam a habilidade de ver eventos em outros locais, fazer objetos intangíveis, de parar o tempo numa área, e até revertê-lo.